# 钱杰给·阿里桑特·恩杜布
钱杰给·阿里桑特·恩杜布（Qianjiegei Alisangte Endubu，1992年1月4日—）曾用名亚历山大·恩敦布（Alexander N'Doumbou），中国、加蓬混血足球运动员，现效力于中超球队浙江，司职中场。

## 早期生涯
钱杰给出生于加蓬的港口城市让蒂尔港，父亲是加蓬人，母亲是中国人。他的父亲曾在中国留学并与他的母亲相识。6岁时，他开始在家乡球队苏加拉接受专业足球训练。12岁离开加蓬前往法国，先后在卡庞特拉斯、马堤古斯训练。2006年在试训马赛成功，加入马赛的青年梯队。他曾经作为马赛U-17青年队的队长率领球队获得2008–09赛季法国U-17青年联赛的冠军。

## 俱乐部生涯
2009年11月18日，钱杰给和马赛签订了他的第一份职业合同。2010年1月9日，刚满18岁的钱杰给在法国杯比赛马赛2比0击败业余球队特雷利萨克中首次代表马赛出场。2011年8月10日，钱杰给被租借到法丙球队奥尔良一年。
2019年2月26日，钱杰给加入了中国国籍，并以中国球员身份加盟中超俱乐部上海绿地申花。

## 国家队生涯
2009年11月，钱杰给曾经被召入加蓬国家队集训名单，但没有获得出场机会。2011年2月9日，钱杰给在加蓬和刚果民主共和国的比赛第73分钟替补出场，第一次代表成年国家队亮相。
钱杰给代表加蓬队参加了2012年伦敦奥运会，在小组赛中出场3次。